# Marathonlauf-Länderkampf der Männer 1977 Italien – BR Deutschland – Frankreich – Spanien – Tschechoslowakei
| 6. Leichtathletik-Länderkampf mit bundesdeutscher Beteiligung 1977                                    | 6. Leichtathletik-Länderkampf mit bundesdeutscher Beteiligung 1977 |
| --- | ------------------------------------------------------------------ |
| |                                                                    |
| Marathonlauf-Vergleich der Männer: Italien – BR Deutschland – Frankreich – Spanien – Tschechoslowakei |                                                                    |
| Austragungsort                                                                                        | Reggio nell’Emilia                                                 |
| Wettbewerbe                                                                                           | 1                                                                  |
| Datum                                                                                                 | 12. Juni                                                           |
| 1. ITA 2. FRA 3. CSK 4. FRG 5. ESP                                                                    | Pzf. 066 Pzf. 078 Pzf. 081 Pzf. 117 Pzf. 120                       |
| Chronik                                                                                               |                                                                    |
| ← URS-FRG (F)                                                                                         | FRG-URS 10kampf (M) →                                              |

Im sechsten Vergleich des Länderkampfjahres 1977 kam es am 12. Juni zu einem weiteren Länderkampf im Marathonlauf der Männer der vier Nationen Italien, Bundesrepublik Deutschland, Frankreich und Tschechoslowakei. Zu diesem vierten Aufeinandertreffen kam als fünftes Land zum ersten Mal Spanien dazu. Die erste Begegnung 1974 hatte die Bundesrepublik für sich entschieden, die zweite war 1975 an die Tschechoslowakei gegangen, in der dritten im Vorjahr hatte sich Italien durchgesetzt. Die diesjährige Veranstaltung wurde am 12. Juni im italienischen Reggio nell’Emilia ausgetragen.

## Modus
Für jede Mannschaft waren acht Läufer startberechtigt, von denen die sechs Besten gewertet wurden. Die Wertung für den Ländervergleich erfolgte über die Platzziffer, das heißt der erreichte Platz in der Einzelwertung entsprach dem jeweils vergebenen Punkt. Die Reihenfolge im Länderkampf wurde bestimmt durch die Punktzahl angefangen beim niedrigsten Wert für Rang eins bis hin zum höchsten Wert für Rang fünf.
Sollten weniger als sechs Läufer einer Mannschaft das Rennen beenden, erhalten die nicht ins Ziel gekommenen und für die Wertung fehlenden Teilnehmer aller Mannschaften die Punktzahl für den Platz, der nach dem letzten gewerteten Läufer folgt.
Diese Regel kam hier zur Anwendung: Infolge Aufgabe erreichten nur 27 in die Wertung gekommene Athleten das Ziel, Deutschland (mit nur vier Läufern im Ziel) und Spanien (mit nur fünf Läufern im Ziel) erhielten für die fehlenden Teilnehmer je 28 Strafpunkte.

## Ergebnis
In der Einzelwertung lag ein Italiener vorn. Die weiteren Platzierungen der italienischen Vertreter brachte dem Land die Platzziffer 66 und damit wie im Vorjahr den Sieg in diesem Länderkampf. Frankreich kam mit Platzziffer 78 vor der drittplatzierten Tschechoslowakei (Platzziffer 81) auf den zweiten Platz. Die Bundesrepublik Deutschland musste sich mit Platzziffer 117 diesmal mit Rang vier begnügen. Neuling Spanien (Platzziffer 120) wurde Fünfter und Letzter.

## Legende
Kurze Übersicht zur Bedeutung der Symbolik – so üblicherweise auch in sonstigen Veröffentlichungen verwendet:
| DNF | nicht im Ziel (did not finish) |

## Resultat

### Marathonlauf
| Platz | Athlet                         | Land | Zeit (h)       |
| ----- | ------------------------------ | ---- | -------------- |
| 01    | Paolo Accaputo                 | ITA  | 2:23:45,9      |
| 02    | Abel Perau                     | ESP  | 2:25:32,7      |
| 03    | Václav Mládek                  | CSK  | 2:26:00,9      |
| 04    | Reinhard Leibold               | FRG  | 2:26:24,4      |
| 05    | Luciano Ceni                   | ITA  | 2:28:26,7      |
| 06    | Gérard Margerit                | FRA  | 2:28:36,1      |
| 07    | Josef Jänsky                   | CSK  | 2:29:08,6      |
| 08    | Mario Binato                   | ITA  | 2:29:24,1      |
| 09    | Domenico de Blasio             | ITA  | 2:29:34,3      |
| 10    | Ondrej Zelemansky              | CSK  | 2:29:45,9      |
| 11    | Emile Hecquet                  | FRA  | 2:29:51,3      |
| 12    | Eleuterio Antón                | ESP  | 2:29:57,5      |
| 13    | Georges Moissonier             | FRA  | 2:30:32,5      |
| 14    | Lodovit Vojtko                 | CSK  | 2:31:26,5      |
| 15    | Bernard Bobes                  | CSK  | 2:32:09,5      |
| 16    | Jean-Yves Mathieu              | FRA  | 2:32:16,0      |
| 17    | Daniel Fosse                   | FRA  | 2:32:19,6      |
| 18    | Heinz Kubelt                   | FRG  | 2:32:29,8      |
| 19    | Werner Dörrenbächer            | FRG  | 2:32:35,5      |
| 20    | Clemens Schneider-Strittmatter | FRG  | 2:33:11,3      |
| 21    | Marco Carbone                  | ITA  | 2:33:19,1      |
| 22    | Robert Lotti                   | ITA  | 2:33:21,0      |
| 23    | Miroslav Krsek                 | CSK  | 2:34:29,3      |
| 24    | Jan Suchý                      | CSK  | 2:34:45,3      |
| 25    | Luis Landa                     | ESP  | 2:37:34,9      |
| 26    | Jaroslav Kocourek              | CSK  | 2:38:20,0      |
| 27    | Maurice Hereau                 | FRA  | 2:38:20,9      |
| 28    | Fernando Jiminéz               | ESP  | 2:39:00,4      |
| 29    | Jean Jacques Prianon           | FRA  | 2:41:55,6      |
| 30    | Ricardo Toro                   | ESP  | 2:49:17,6      |
| DNF   | Angelo Angeletti               | ITA  |                |
| DNF   | Petro Nicolosi                 | ITA  |                |
| DNF   | Petr Ondrášek                  | CSK  |                |
| DNF   | Santiago Manguán               | ESP  |                |
| DNF   | Berasain                       | ESP  |                |
| DNF   | Fernández                      | ESP  |                |
| DNF   | Günter Mielke                  | FRG  | nach ca. 36 km |
| DNF   | Karl Mann                      | FRG  | nach ca. 32 km |
| DNF   | Gerd Quack                     | FRG  | nach ca. 25 km |
| DNF   | Winfried Hellwig               | FRG  | nach ca. 17 km |